# Ada Sari
Jadwiga Szayer, conosciuta artisticamente come Ada Sari (Wadowice, 29 giugno 1886 – Ciechocinek, 12 luglio 1968), è stata un soprano polacca.

## Biografia
Figlia di un avvocato, studiò solfeggio e canto a partire dal 1901. Nel 1907 si trasferì a Milano, per proseguire la sua formazione come allieva di Antonio Rupnick. Due anni dopo fece il suo debutto al Teatro Nazionale di Roma interpretando Marguerite nel Faust di Charles Gounod. Dall'anno successivo fu protagonista di opere nei maggiori teatri italiani, e dal 1912 si esibì con successo in Polonia e Russia. Durante la prima guerra mondiale fu costretta a lasciare l'Italia e si stabilì a Vienna; rientrò a Milano nel 1919. Negli anni successivi si esibì numerose volte alla Scala di Milano, e tenne tournée in Inghilterra, Spagna, Francia, Germania, Stati Uniti, Bolivia, Argentina, Svezia, Portogallo, Irlanda, Cecoslovacchia, Ungheria, e nei Balcani.
Nel 1931 rientrò in Polonia, stabilendosi prima a Cracovia, e dal 1934 a Varsavia. Sfuggì fortunosamente alla rivolta di Varsavia del 1944, fuggendo a piedi a Cracovia, dove nel dopoguerra insegnò canto all'Accademia di Musica. Tenne le ultime performance nel 1947, e lo stesso anno iniziò ad insegnare al Conservatorio di Varsavia. Morì di infarto a 82 anni.